# Leah Goldberg

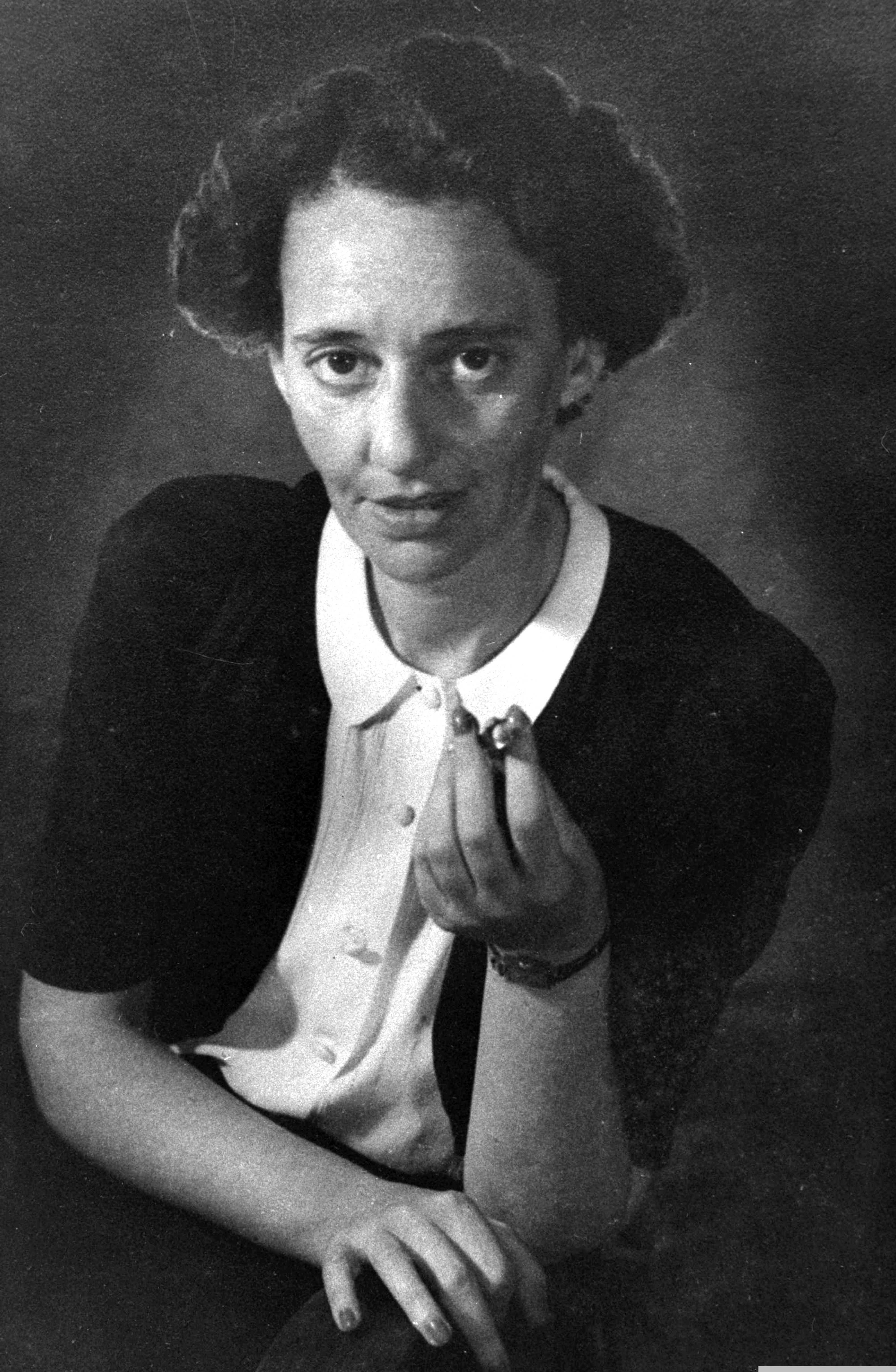
Leah Goldberg

"Songs of My Beloved Country" - Draft, handwriting of Leah Goldberg

Leah Goldberg (Königsberg (Duitse Keizerrijk), tegenwoordig Kaliningrad (Rusland), 29 mei 1911 – Jeruzalem, 15 januari 1970) was een Israëlische klassiek Hebreeuws dichteres, schrijfster van kinderboeken, vertaler en een voornaam literair onderzoeker. 
Ze woonde later in Kaunas (Litouwen) en studeerde aldaar en in Duitsland, waarbij ze zich toelegde op filosofie en Semitische talen. Zij ontving haar PhD van de Universiteit van Bonn in 1933, vlak voordat ze vertrok naar het toenmalig Britse mandaatgebied Palestina in 1935.
Aanvankelijk werkte ze als literair adviseur voor het nationale theater Habimah en als redactrice voor uitgeverij Sifriat Hapo'aliem ('de arbeidersbibliotheek'). In 1954 werd ze hoogleraar literatuur aan de Hebreeuwse Universiteit van Jeruzalem. Vanaf 1963 was ze het hoofd van het departement van vergelijkende literatuur aan dezelfde universiteit.
Haar gedichten gaan dikwijls over weemoedige thema's, zoals gebroken relaties. Ook schreef ze klassieke gedichten over de ouderdom, bijvoorbeeld in Sjiree sof haderech - gedichten van het einde der weg. Voorts schreef ze populaire liederen over de natuur, en over het land. De laatsten worden soms abusievelijk aangezien als gedichten over het land Israël. Vele van haar gedichten werden op muziek gezet.
In 2011 maakte Yair Qedar een documentaire over Goldberg.
- Biblioteca Nacional de España: XX994767
- Bibliothèque nationale de France: cb12863334x (data)
- Catàleg d'autoritats de noms i títols de Catalunya: 981058522594306706
- CiNii: DA16812876
- Gemeinsame Normdatei: 122549074
- Information Center for Israeli Art: 272392
- International Standard Name Identifier: 0000 0000 7140 4855
- Library of Congress Control Number: n50034543
- Nationale Bibliotheek van Letland: 000136961
- MusicBrainz: 2e727c31-688e-4d35-87be-3b8696848e08
- Nationale Bibliotheek van Tsjechië: xx0017018
- Nationale bibliotheek van Australië: 35130745
- Nationale Bibliotheek van Israël: 987007261847405171
- Nationale Bibliotheek van Polen: a0000001150886
- Nederlandse Thesaurus van Auteursnamen: 102240582
- Réseau des bibliothèques de Suisse occidentale: 02-A003305415
- LIBRIS: 235027
- Système universitaire de documentation: 050135600
- Trove: 835796
- Union List of Artist Names: 500483384
- Virtual International Authority File: 12434988
- WorldCat: E39PBJqQtx97RcRhckdf9hx4bd